# 黃作孚
黃作孚（？—？），字汝從，號訒斋，山東萊州府即墨縣人，軍籍，明朝政治人物。

## 生平
嘉靖二十五年（1546年）丙午科山東鄉試第七十三名舉人。嘉靖三十二年（1553年）中式癸丑科會試第三百四十七名，三甲第一百五十八名進士。兵部观政，嘉靖三十四年（1555年）任山西高平縣知縣。在任二年，入觐罢归。卒年七十六。

## 家族
曾祖黃安；祖父黃昭；父黃正。母時氏。兄作肅、弟作哲、作聖、作霖。